# Persuasió (pel·lícula de 1995)
|  | Per a altres significats, vegeu «Persuasió». |

Persuasió (títol original: Persuasion) és un telefilm britànico-estatunidenco-francès dirigit per Roger Michell i difós l'any 1995. Ha estat doblada al català.
La cinta va començar la seva carrera com a telefilm al Regne Unit però es va estrenar com a pel·lícula en sales de diversos països com els Estats Units, Austràlia, o els Països Baixos.

## Argument
Persuasió és l'adaptació de la novel·la homònima de Jane Austen, publicada a títol pòstum l'any 1818, i que explica la història d'Anne Elliot i del capità Wentworth.
1813, Anglaterra. No podent fer front als seus deutes, Sir Walter Elliot es veu obligat a llogar el seu domini, Kellynch Hall, a l'almirall Croft. Marxa a Bath amb la seva filla gran, Elizabeth. Anne, amb 29 anys, resta a Uppercross, a casa de la seva germana més petita, Mary, egoista i hipocondríaca, casada amb Charles Musgrove. Però s'entera de l'arribada imminent del germà de Mrs Croft, el capità Wentworth, el seu amor de joventut, aleshores un oficial de la marina de posició social inferior i amb poc futur, al qual es va deixar persuadir de renunciar-hi vuit anys abans per la seva amiga Lady Russell.
Ella no l'ha oblidat però veu amb tristesa que l'evita: no l'ha perdonat; sembla seduït per les dues joves germanes de Charles Musgrove, en particular la viva i voluntària Louisa.

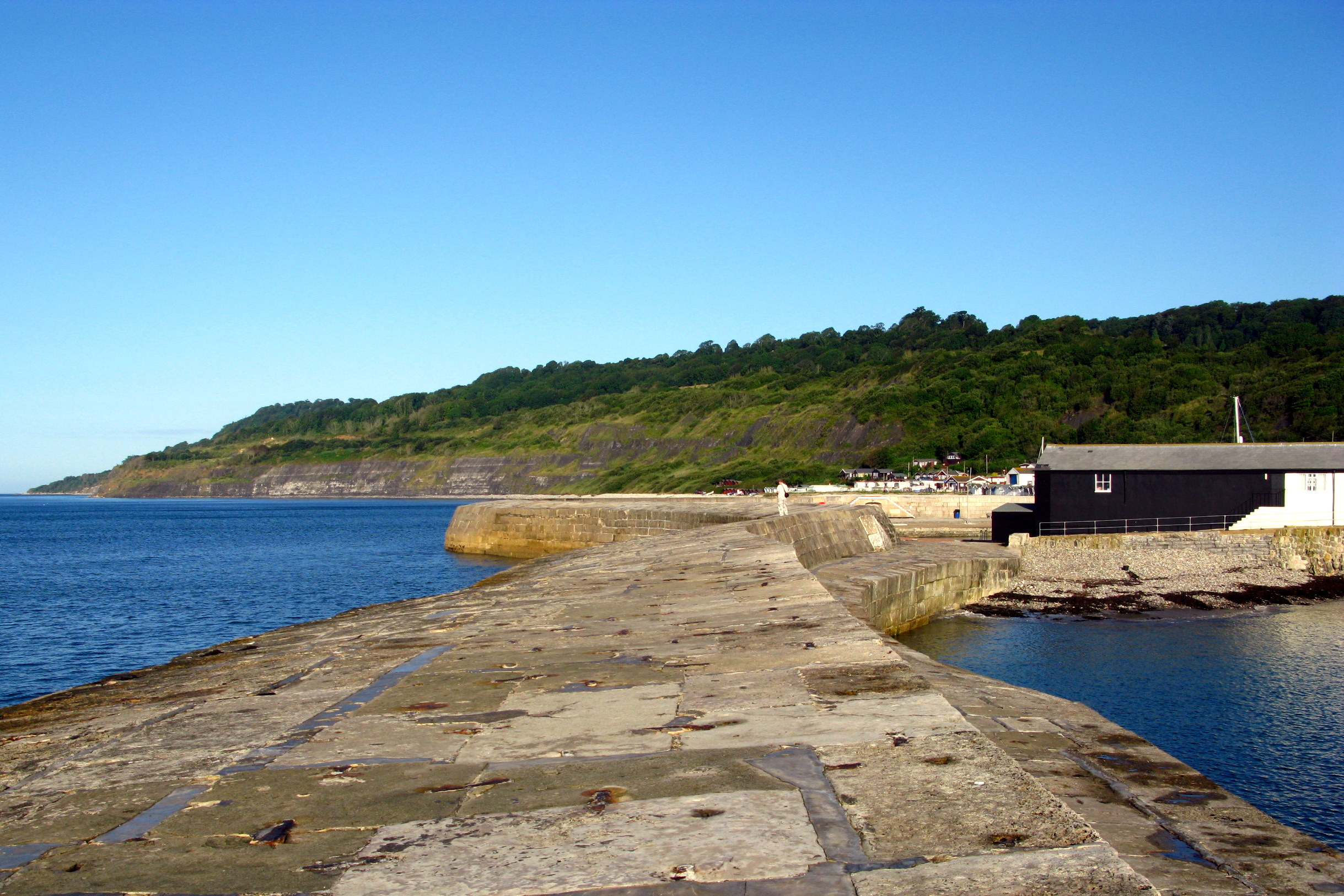
El Cobb a Lyme Regis.

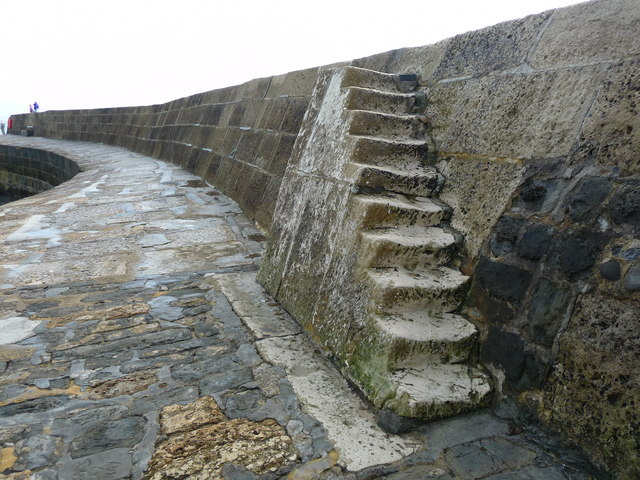
L'escala d'on cau i es fereix Louisa.

Durant una sortida amistosa a Lyme Regis, Louisa, malgrat estar en guàrdia, es mostra imprudent en el Cobb i es fereix greument mentre que Anne revela les seva sang freda i la presència d'ànim. S'adona aleshores que ella només compta verdaderament per ell, però què pot fer, ja que tothom està persuadit que està compromès amb Louisa i que Anne, per la seva banda, és cortejada pel seu cosí, un jove i ric vidu, el futur hereu de Kellynch Hall?
A Bath, després d'una successió d'imprevistos que posen la paciència d'Anne a prova, la situació es desenllaça finalment per ella i Frederick, mentre que l'atenció dels tafaners es concentra en la feliç desfilada d'un circ.
Mrs Rooke, la infermera de Mrs Smith, després és present en el moment de les explicacions donades per aquesta sobre Mr Elliot; aquest apareix d'altra banda només com a ric (després del seu primer matrimoni) i desitjós de tenir un títol, bloquejant les aspiracions de Mrs Clay sobre Sir Walter. Al film, vol al contrari reflotar la seva situació financera, greument compromesa per les seves despeses irreflexives - ben lluny del caràcter calculador i fredament realista que li atribueix Jane Austen.
El final definitiu acabat per l'autora el 6 d'agost de 1816 és després recuperat al film. Però Frederick deixa caure un rellotge de sorra, i no la seva ploma, i el seu paraigua és el que torna a buscar al White Hart i no els seus guants.
Anne, després d'haver llegit la seva carta, abandona l'alberg corrents i l'agafa en un carrer molt animat on es desplega l'ostentació d'un circ, cosa que, pel professor de literatura Nora Stovel, evoca més un film de Fellini que una novel·la de Jane Austen, i « aquesta impressió de carnaval empeny Frederick i Anne a abraçar-se en ple carrer, d'una manera que hauria estat particularment improcedent per Jane Austen ».
A continuació, certament al final del film, a la vetllada a Camden Place, el capità Wentworth interromp prou maleducadament la partida de cartes de Sir Walter Elliot per demanar-li la mà de la seva filla, davant tots els convidats presents, provocant la decepció d'Elizabeth Elliot (que esperava casar-s'hi) i de Mr Elliot (que acabava de demanar la seva mà a Anne).
Al curs d'aquesta mateixa tarda, s'entera igualment que Napoleó acaba d'abandonar l'illa d'Elba, i que torna la guerra contra França. La última imatge mostra el capità Wentworth en el seu navili, escodrinyant l'horitzó amb el seu llarga-vista, somrient, amb Anne Wentworth al seu costat, un pla que sembla manllevat dels amotinats del Bounty.

## Repartiment
- Amanda Root: Anne Elliot
- Ciarán Hinds: capità Frederick Wentworth
- Susan Fleetwood: Lady Russell
- Corin Redgrave: Sir Walter Elliot
- Phoebe Nicholls: Elizabeth Elliot
- Felicity Dean: Mrs. Clay
- Samuel West: Mr. Elliot
- Fiona Shaw: Mrs. Croft
- John Woodvine: almirall Croft
- Sophie Thompson: Mary Musgrove
- Simon Russell Beale: Charles Musgrove
- Emma Roberts: Louisa Musgrove
- Victoria Hamilton: Henrietta Musgrove
- Judy Cornwell: Mrs. Musgrove
- Roger Hammond: Mr. Musgrove
- Robert Glenister: capità Harville
- Richard McCabe: capità Benwick

## Llocs de rodatge

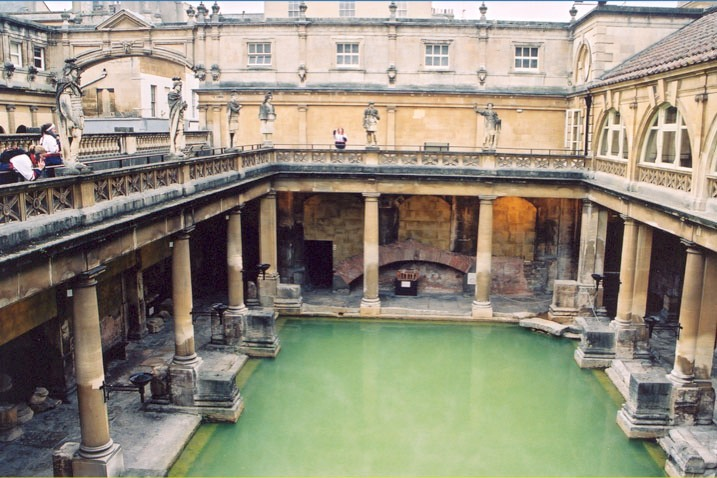
Bath, els banys romans

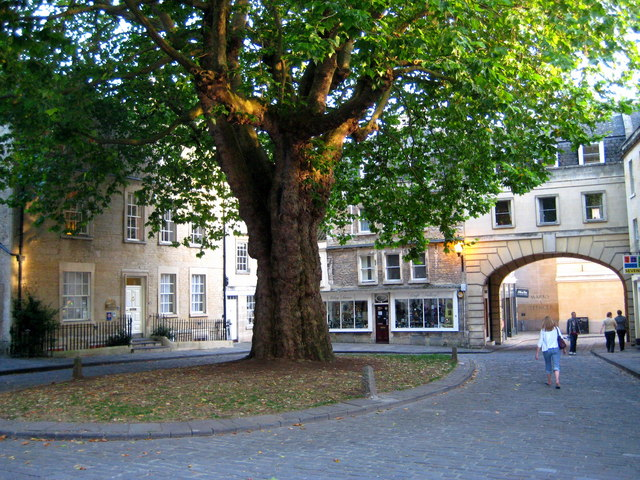
Bath, Abbey Green

- Gloucestershire, Anglaterra, Regne Unit
  - Barnsley Park, Barnsley, Gloucestershire: Kellynch Hall
- Wiltshire, Anglaterra, Regne Unit
  - Sheldon Manor, Chippenham, Wiltshire: Uppercross, la Gran Casa
- Lyme Regis, Dorset, Anglaterra, Regne Unit: la caiguda de Louisa al Cobb
  - Ozone Terrace, Lyme Regis
- Portsmouth, Hampshire
- Somerset, Anglaterra, Regne Unit
  - Bath, Somerset
    - Abbey Green, Bath: on l'almirall Croft anunci a Anne el casament de Louisa i del capità Benwick
    - Assembly Rooms: escena del concert
    - Pump Room, els banys romans,
    - Bath Street (Carrer dels banys): escena del petó Premis 1995: 4 Premis BAFTA TV: Millor telefilm, fotografia, vestuari i disseny de producció Crítiques "Interessant adaptació de la novel·la de Austen (...) encertat retrat de classes centrat en una jove que es mou entre l'ambició i l'amargor" Miguel Ángel Colom

## Diferències amb la novel·la
El film és en general molt fidel a la novel·la de Jane Austen, si no en el text, sempre en el to, i se separa poc de la seva font, llevat del final, on apareixen diverses diferències importants.
- El film comença per una escena marítima, mostrant el final de la guerra amb França, allà on la novel·la presenta primerament Sir Walter Ellot i la seva família.
- La promesa del capità Benwick es diu aquí Phoebe i no Fanny Harville, com a la novel·la. Ara bé Fanny és el diminutiu de Frances, Phoebe.
- L'escena en la qual Mrs Smith revela a Anne Elliot tota la vilesa de Mr Elliot és aquí precedida d'una altra en la qual el capità Wentworth lliura a Anne un missatge de l'almirall Croft, demanant-li si ella i Mr Elliot compten romandre a Kellynch després del seu matrimoni, considerat com experiència. L'almirall els assegura que, en aquesta eventualitat, ell i la seva dona abandonarien ràpidament el lloc, considerant el seu bail com rescindit. El capità Wentworth comparteix doncs amb Anne de les intencions de l'almirall, pregant que confirmi el seu casament.[3] Ara bé aquesta escena afegida és directament treta de la primera versió de la novel·la, segons el final previst per Jane Austen a la data del 18 de juliol de 1816, però que va preferir tornar a escriure, perquè no la satisfeia.[4] No obstant això, al film, Anne no té temps de donar una resposta a Frederick Wentworth, perquè són interromputs per Lady Russell.

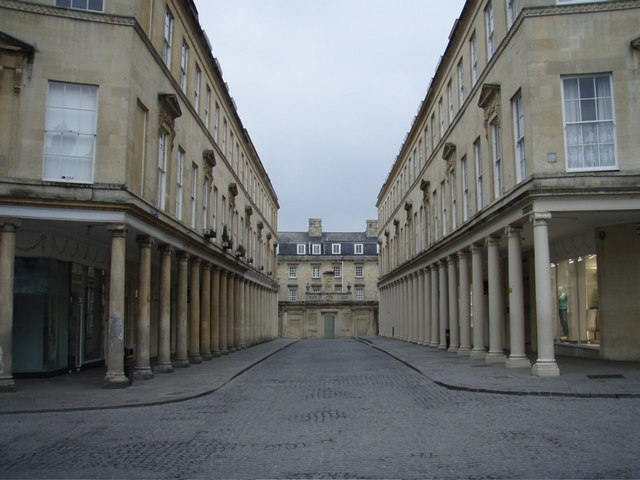
Bath Street (Carrer dels banys), on Frederick i Anne s'aïllen de la multitud, després del pas de la parada del circ.